# Border Down
Border Down är ett horisontellt scrollande shoot 'em up utvecklat av G.Rev som släpptes till Dreamcast den 25 september 2003 och till arkadmaskin under 2002.